# Wintzenheim
Wintzenheim (Duits: Winzenheim) is een gemeente in het Franse departement Haut-Rhin (regio Grand Est). De gemeente telde op 1 januari 2022 8.045 inwoners en maakt deel uit van het arrondissement Colmar-Ribeauvillé.

## Geografie
De oppervlakte van Wintzenheim bedroeg op 1 januari 2022 18,97 vierkante kilometer; de bevolkingsdichtheid was toen 424,1 inwoners per km². In het noordoosten van de gemeente ligt Logelbach, een wijk die zich uitstrekt over de gemeente Wintzenheim, Colmar en Ingersheim.

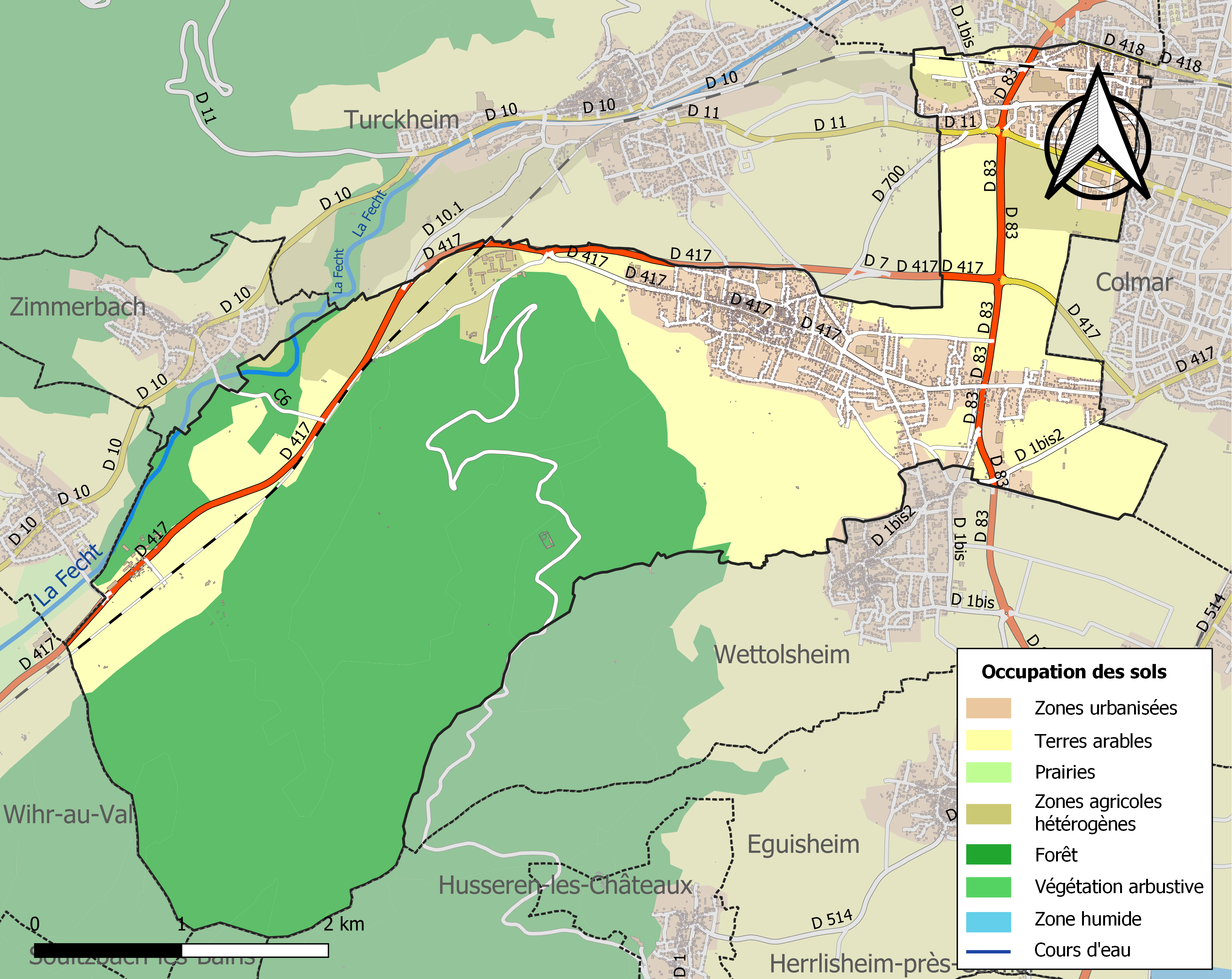
Kaart van de gemeente met de belangrijkste infrastructuur, bodemgebruik en omliggende gemeenten

## Verkeer en vervoer
In het noordoosten van de gemeente ligt het spoorwegstation Logelbach, in de wijk Logelbach. In het oosten van de gemeente liggen de stations Wintzenheim Saint-Gilles en Walbach-La Forge.

## Bezienswaardigheden
- Kasteel Pflixbourg

## Demografie
Onderstaande figuur toont het verloop van het inwonertal (bron: INSEE-tellingen).

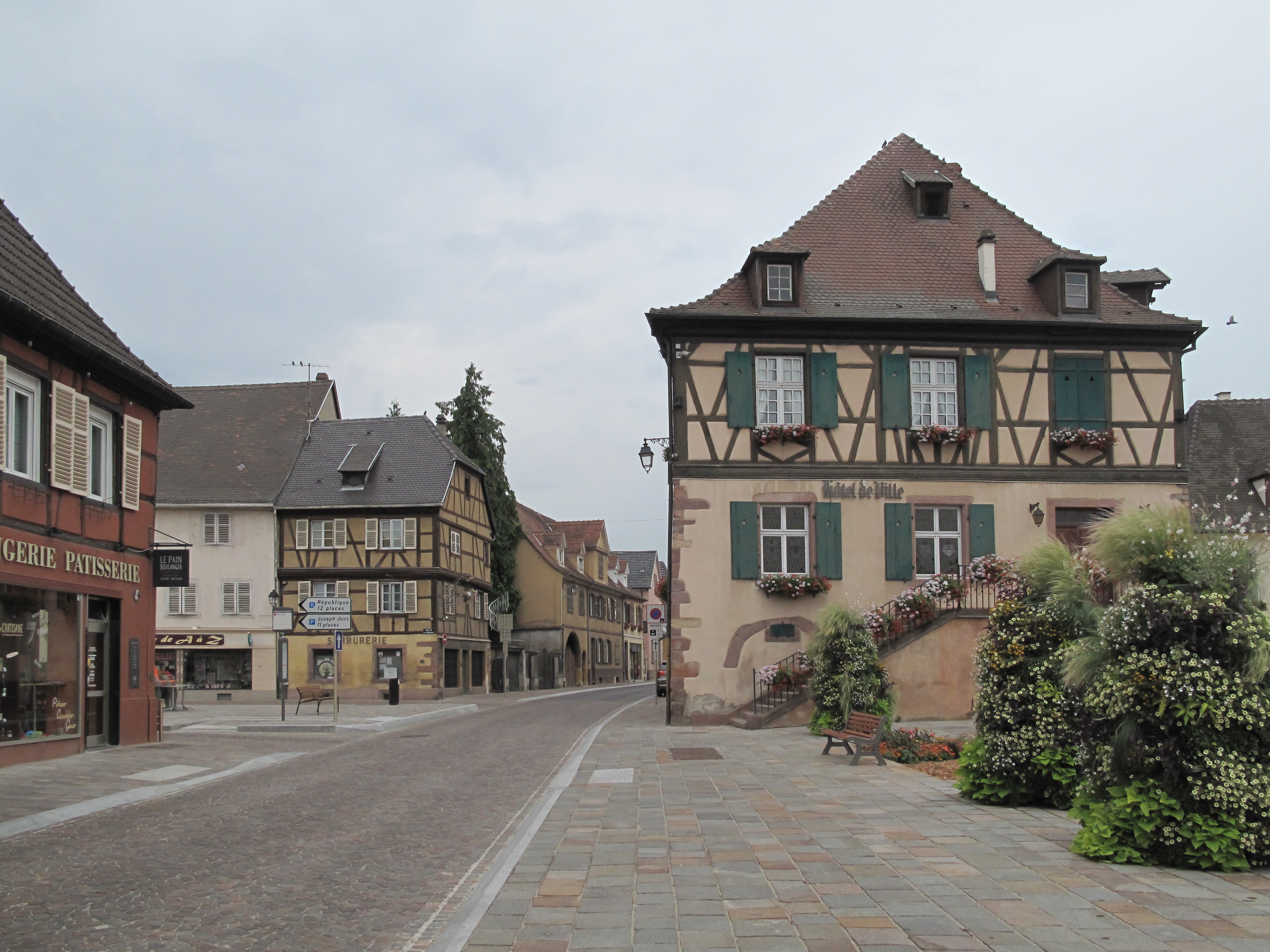
Gemeentehuis
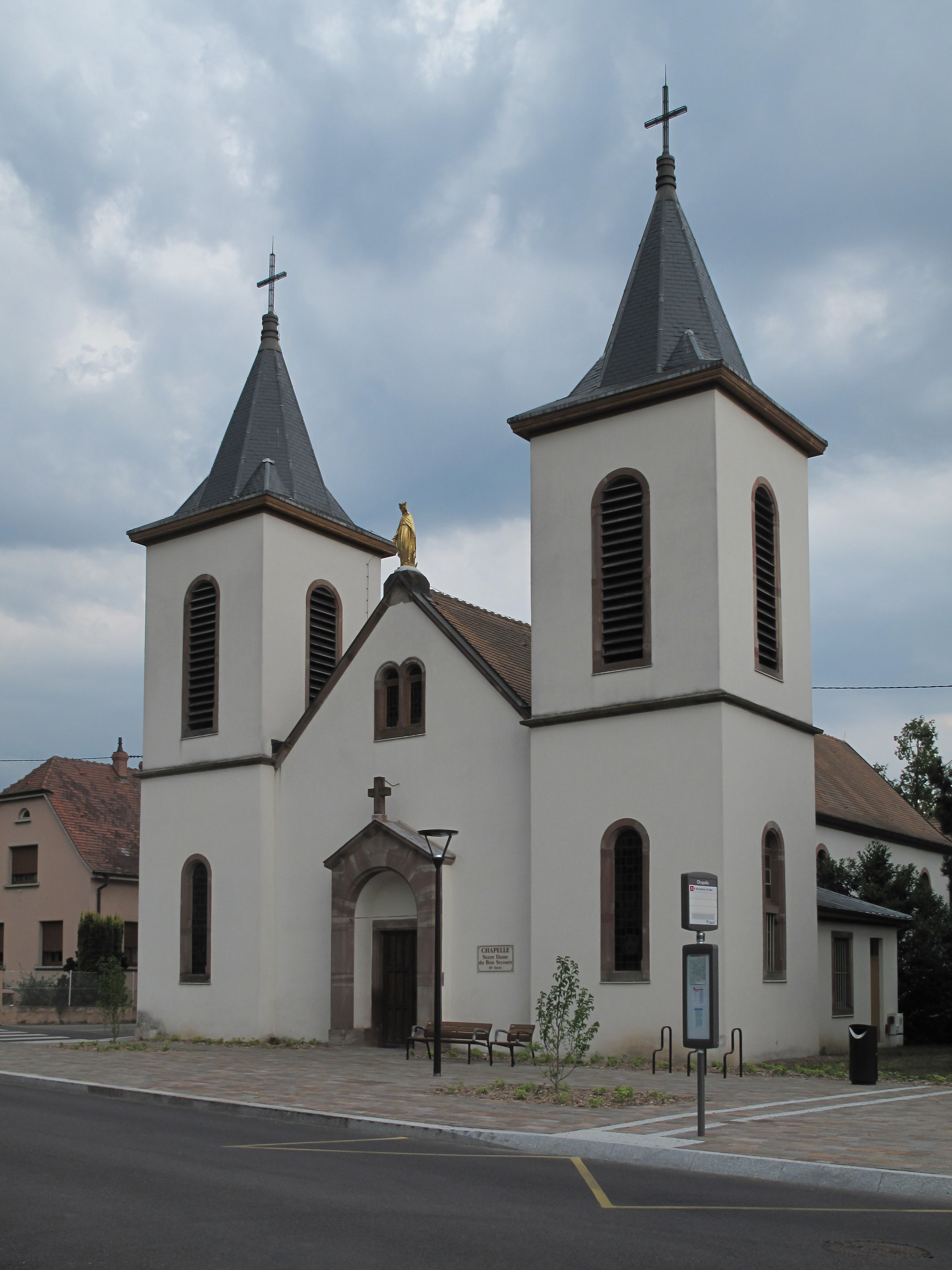
Chapelle Nôtre-Dame
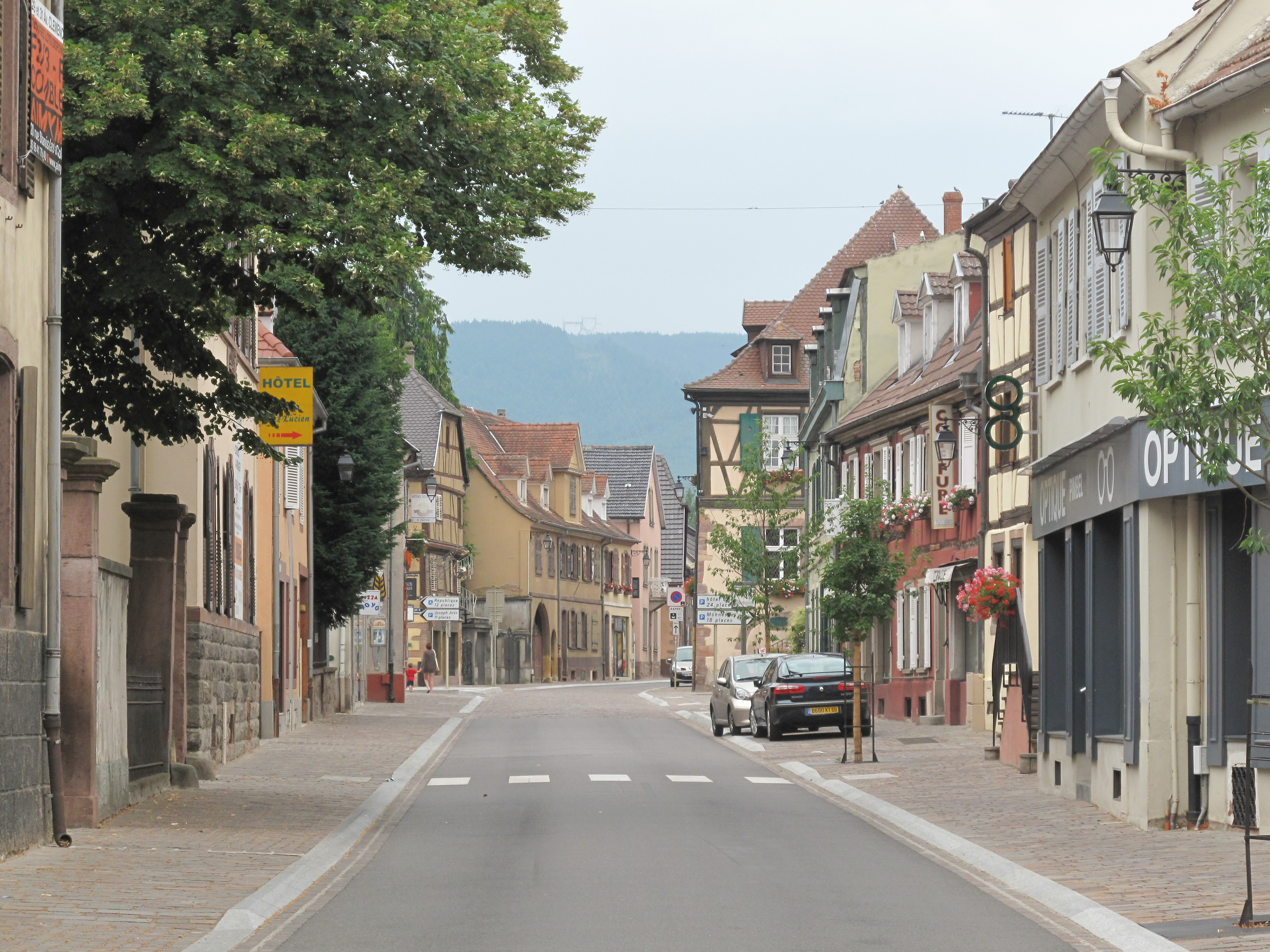
Straatzicht: Rue Clemenceau
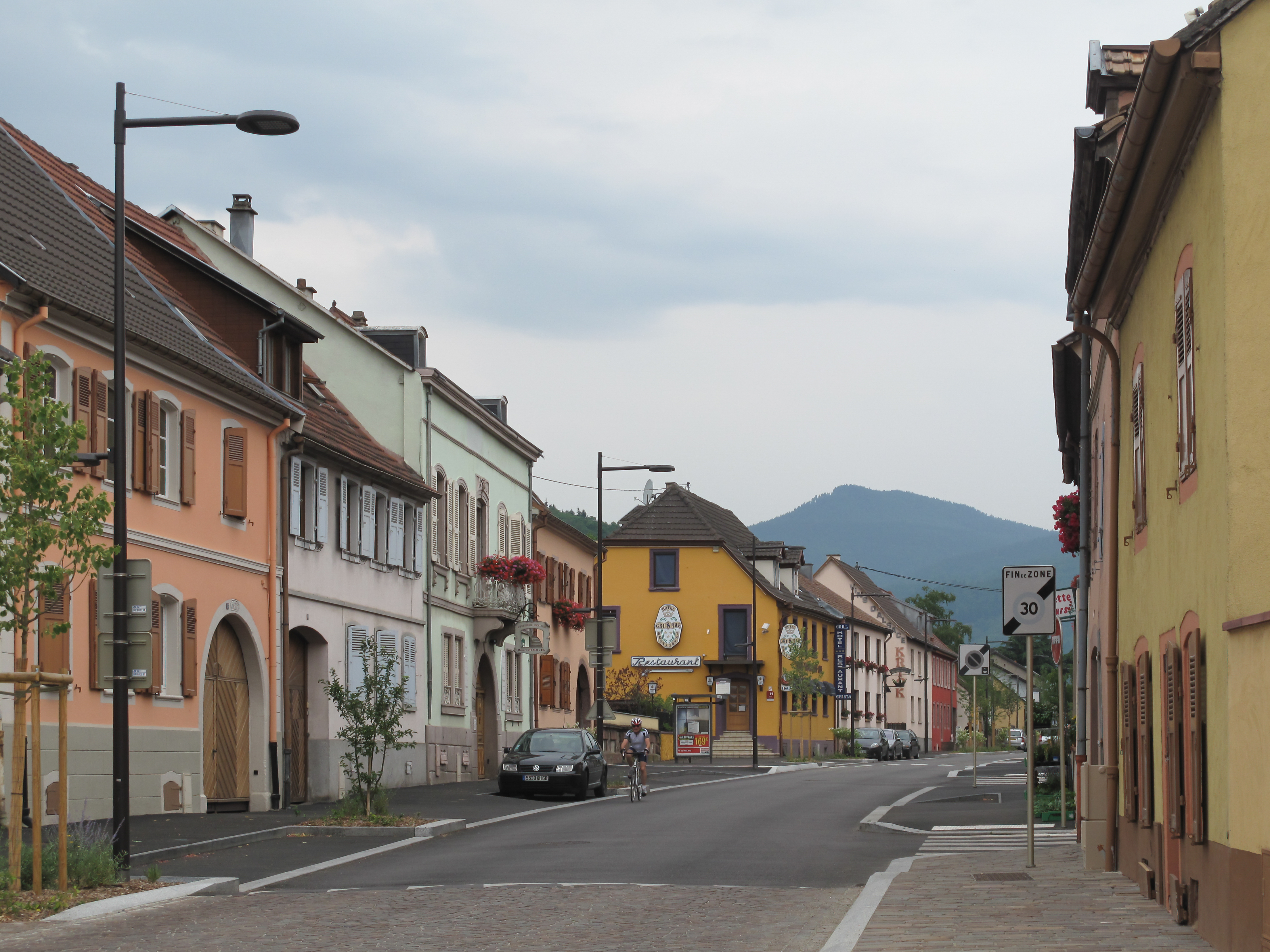
Straatzicht: Rue Clemenceau